# 克・亜樹
克・亜樹（かつ・あき、本名：中村 克明、男性、1961年9月19日 - ）は、日本の漫画家。福岡県福岡市西区出身。大阪芸術大学芸術学部デザイン学科卒業。

## 来歴
大学在学中の1983年、小学館の第12回小学館新人コミック大賞少年部門で佳作を、白泉社の『花とゆめ』で第88回HMC（花とゆめまんが家コース）トップ賞を受賞。受賞作の『メアリー♥ララバイ』が同年5月発売の『花とゆめ 大増刊』に、『ルピア！』が同年7月発売の『週刊少年サンデー 夏休み増刊号』に掲載されてデビュー。
以後しばらくは、『月刊コミコミ』や『週刊少年サンデー増刊号』などで読み切り作品と短期集中連載作品の執筆を担当。後に、それと並行して『週刊少年サンデー』で連載を持つようになる。
1993年以降は青年誌での執筆が中心となり、1997年からは『ヤングアニマル』で『ふたりエッチ』を連載中。

## 人物
既婚者。
5年制の高等専門学校に通っていた関係から、大学に入学したのは高校卒業・現役入学者の2年遅れであり、年齢が同じ島本和彦は大学の先輩に当たる。また、MEIMUは大学の同級生、樹崎聖は後輩である。元アシスタントに吉崎観音などがいる。
克が小学館で世話になった編集者が島本和彦の担当者でもあったことから、デビュー後しばらく島本のアシスタントをしていたことがある。
影響を受けた作家は高橋葉介。ホラー漫画やホラー映画が好きで『ふたりエッチ』の小野田優良がホラー映画好きという設定は自分の好みを反映させている。投稿作の1本目はホラー漫画であったが、投稿先の『花とゆめ』にも『サンデー』にも没にされた。

## 作品リスト

### 連載作品
- まぼろし佑幻（小学館、『週刊少年サンデー増刊号』連載、全3巻）
- はっぴぃ直前（小学館、『週刊少年サンデー』連載、全6巻）
- SHOW -ショウ-（白泉社、『月刊コミコミ』連載、全2巻）
- 符法師マンダラ伝カラス（小学館、『週刊少年サンデー増刊号』連載、全3巻）
- 星くずパラダイス（小学館、『週刊少年サンデー』・『週刊少年サンデー増刊号』連載、全11巻）
- 超龍戦記ザウロスナイト（小学館、『週刊少年サンデー』連載、全6巻、ワイド版全3巻）
- こちらはエデン（エニックス、『月刊ガンガンファンタジー』連載、全1巻）
- ぼくの銀色ハウス（白泉社、『ヤングアニマル』連載、全4巻）
- ダイナマイトピーチ（集英社、『月刊ベアーズクラブ』連載、全1巻）
- 流星ガッチャ（福武書店、『チャレンジ中学1年生』連載、『エンジェル・ハード』第3巻収録）
- エンジェル・ハード（白泉社、『ヤングアニマル』連載、全3巻）
- 美少女創世伝説 PRINCESS（学習研究社、『コミックガイズ』・『月刊コミックNORA』連載、全5巻） - 再版時には角川書店から『Princess』と改題された上で刊行。
- ふたりエッチ（白泉社、『ヤングアニマル』・『ヤングアニマル嵐』・『ヤングアニマルDensi』連載、既刊92巻）
- AYA（竹書房、『ビタマン』連載、全1巻）
- ハーレム革命（少年画報社、『ヤングコミック』連載、全3巻・完全版全2巻）
- ψchic academy 煌羅万象（講談社、『月刊マガジンZ』連載、全11巻）
- ふたりエッチ for Ladies ゆらさん日記（白泉社、『Silky』連載、全2巻）
- ラブ♡らっきぃ（講談社、『週刊ヤングマガジン』連載、全7巻）
- 天地開闢 -God Sweeper-（講談社、『月刊マガジンZ』連載、全3巻）
- 毒×恋（集英社、『スーパージャンプ』連載、全3巻）
- 熱いぞ!猫ヶ谷!!（講談社、『週刊ヤングマガジン』連載、全6巻）
- ダンディ★マニアック（徳間書店、『月刊COMICリュウ』連載、全2巻）
- 透明人間↑↓協定（小学館、漫画配信サイト『モバMAN』、全5巻）
- ふたりエッチ外伝 性の伝道師アキラ（原案：監修担当、作画：モンキー・チョップ、白泉社、『ヤングアニマル』連載、全1巻）
- 3P始めました!!（小学館、漫画配信サイト『eBigComic4』連載、全3巻）
- 忘れな妻のキミと（小学館、『月刊!スピリッツ』連載[10]、既刊2巻）

### コミカライズ作品
- ファイアーエムブレム 紋章の謎（原作：七月鏡一、小学館、『週刊少年サンデー増刊号』掲載、単行本未収録）
- 天空のエスカフローネ（角川書店、『月刊少年エース』連載、全8巻）

### 傑作集・短編集
- 風使いのSAIL （1987年、白泉社、ISBN 4-592-13552-0）
- 克・亜樹傑作集 ドラマチック♡ベル（1989年、小学館、ISBN 4-09-122190-4）
- 克・亜樹傑作集 ときめいてラビット（1990年、小学館、ISBN 4-09-122191-2）
- 克・亜樹スペシャル -異色短編集- （1994年、白泉社、ISBN 4-592-13550-4）
- 克・亜樹スペシャル 2 -傑作短編集- （1998年、白泉社、ISBN 4-592-13460-5）
- 克・亜樹ラブストーリースペシャル（2002年、白泉社、ISBN 4-592-13498-2）
- DADDY★バージン（2004年、少年画報社、ISBN 4-7859-2456-X）

### 画集
- A LOT OF KISS 克・亜樹画集（2001年、角川書店、ISBN 4-04-853292-8）
- ふたりエッチ画集 ゆらゆら（2001年、白泉社、ISBN 4-592-73182-4）
- 克・亜樹ワールド Carnival （2005年、グラフィック社、ISBN 4-7661-1645-3）

### その他
- 音声漫画動画 Domix たったひとりの存在のキミへ（2013年、漫画元気発動計画）
- 3月のライオン アニメ第1シリーズ 第10話エンドカード（2016年）

## 出演
- MANGA姉っくす! Vol.22（2014年10月15日、ニコニコ生放送）
- もう!バカリズムさんのドH!「Hなシチュエーションの描き方」（2015年9月28日、NOTTV）

## 元アシスタント
- 吉崎観音
- 樹崎聖